# Claude Jeter
Claude A. Jeter (ur. 26 października 1914, zm. 6 stycznia 2009) – afroamerykański piosenkarz gospel.
Do historii przeszedł głównie za sprawą członkostwa w zespole Dixie Hummingbirds oraz jako założyciel powstałej w 1938 r., grupy Swan Silvertones. Był twórcą znanych piosenek w tym między innymi „Careless Sould” i „Saviour Pas Me Not” wykonywanych przez wielu wokalistów, jak np. Al Green czy Eddie Kendricks z The Temptations. W 1991 r., wydał album solowy „Yesterday and Today”.